# سیتادل (گوزو)
سیتادل به معنی ارگ (به مالتی: Iċ-Ċittadella)، که همچنین به عنوان الکاستل (مالتی: Il-Kastell  به معنی قلعه) شناخته می‌شود، یک ارگ در ویکتوریا، در جزیره گوزو کشور مالت است. این منطقه از عصر برنز مسکونی بوده است و تصور می‌شود مکانی که اکنون توسط سیتادل اشغال شده است، زمانی آکروپلیس یک شهر فینقی - رومی به نام گائولوس یا گلائوکونیس سیویتاس بوده است.
در طول دوره قرون وسطی، آکروپولیس به قلعه تبدیل شد که به عنوان پناهگاهی برای جمعیت گوزو عمل می‌کرد. حومه شهر در قرن پانزدهم میلادی شروع به توسعه در خارج از دیوارهای آن کرد و این منطقه اکنون هسته تاریخی شهر ویکتوریا را تشکیل می‌دهد. دفاع از قلعه در قرن شانزدهم منسوخ شد و در سال ۱۵۵۱ میلادی یک ارتش عثمانی به گوزو حمله کرد و سیتادل را غارت نمود.
بازسازی عمده دیوارهای جنوبی سیتادل بین سال‌های ۱۵۹۹ تا ۱۶۲۲ انجام شد و آن را به یک قلعه باروت بدل کرد. دیوارهای شمالی دست نخورده باقی مانده‌اند و امروزه هنوز شکلی عمدتاً قرون وسطایی را حفظ کرده‌اند. استحکامات جدید در دهه‌های بعد مورد انتقاد قرار گرفت و برنامه‌هایی برای تخریب کل ارگ چندین بار در قرن‌های ۱۷ و ۱۸ میلادی ارائه شدند، اما پروژهٔ تخریب هرگز اجرا نشد.
سیتادل به‌طور خلاصه در طول تهاجم فرانسه و قیام پس از آن در سال ۱۷۹۸، شاهد وقایعی بود. در هر دو مورد، قلعه بدون جنگ تسلیم شد. این ارگ به صورت یک تأسیسات نظامی باقی ماند تا این که توسط بریتانیایی‌ها در ۱ آوریل ۱۸۶۸ از رده خارج شد.
سیتادل شامل کلیساها و دیگر ابنیهٔ تاریخی می‌باشد؛ من‌جمله کلیسای جامع رستاخیز که بین سال‌های ۱۶۹۷ تا ۱۷۱۱ بنا شده. سیتادل گوزو از سال ۱۹۹۸ تاکنون در فهرست آزمایشی میراث جهانی مالت قرار دارد.